# 最後一戰：瑞曲之戰
《最後一戰：瑞曲之戰》是一款由Bungie開發并一開始由Xbox 360獨占第一人稱射擊遊戲。《最後一戰：瑞曲之戰》於2010年9月14日全球同步上市，日本发售日则为9月15日。2019年12月，343 Industries（現今Halo Studios）正式宣布將《最後一戰：瑞曲之戰》作為DLC編入Windows以及Xbox One上的《最後一戰：士官長合輯》。Bungie於E3 2010中公布《最後一戰：瑞曲之戰》將會有《最後一戰3：ODST》中的槍林彈雨模式，並增加不同類型的玩法。而Bungie亦特別設計超大型地圖"Forge World"，讓玩家以Forge功能自行設計獨特的多人遊戲地圖。
本遊戲亦是Bungie最後一次制作的最後一戰系列遊戲，之後的最後一戰系列會由343 Industries負責。

## 背景設定
遊戲設定在2552年，《最後一戰》事件之前。人類在和星盟的戰爭中處於劣勢，殖民地一個接一個被攻陷。遊戲開始時星盟正規軍入侵致远星，即人類最大型的軍事基地。

## 劇情
故事發生在小說《最後一戰：瑞奇之殞》的期間，描述Noble小隊在瑞曲星淪陷時所發生的事，劇情從一開始對於星盟入侵所進行一連串偵查、防衛、殲滅戰，到最後瑞曲星淪陷進行的撤退戰。
故事發生於2552年7月24日，主角SPARTAN-B312剛好被調派至Noble小隊，與此同時Noble小隊總指揮官Holland下令Noble小隊前往Visegrad調查失蹤的士兵以及被不明勢力干擾的通訊站。起初，此不明勢力被認定為叛軍，但最後確定為星盟先鋒部隊的所為。
兩日後，Noble小隊到達海軍情報局基地：「刺刀基地」，他們的目標為保護所有機密資料，避免它們落入星盟手中。最後，他們成功將該處的星盟勢力，包括一架輕型戰艦，全部清除。其後，Halsey博士向Noble查詢有關在Visegrad發生的事件，而博士亦開始調查星盟攻擊致远星的原因。
一直到2552年8月11日，Noble Six和Jun(Noble 3)組成偵查小隊，到山中的星盟基地，以便估計星盟先鋒部隊的兵力。
一日後，總指揮部動員全Viery區域的兵力向星盟部隊展開反攻，並在Noble小隊和格拉夫頓號戰艦的協助下，成功消滅一座星盟巨塔，但最後被發現其為隱藏於上空的星盟超級航空母艦之傳送裝置。
星盟超級航空母艦造成極大破壞，甚至將格拉夫頓號戰艦擊毀，Noble小隊討論如何將它消滅。由於核彈已經短缺，Noble Two想出用「躍遷空間傳動裝置」作為核彈的代替品，並由秘密研發的軍刀號戰鬥機和莎瓦娜號戰艦護送到一艘需要該超級航空母艦支援的輕型艦Corvette上，並以此作為運送工具。途中炸彈計時器受損，必須以手動模式引爆，Jorge自願留下，並將Noble Six推回瑞曲星後引爆炸彈，與星盟超級航空母艦以及Corvette同歸於盡。在瑞曲星附近的星盟部隊被徹底消滅，但「特殊正義」(Particular Justice)艦隊於數分鐘後到達，正式向瑞曲星展開全面進攻。
Noble Six於外太空回到致瑞曲星後，於8月23日成功協助新亞歷山大城(New Alexandria)的平民脫離星盟襲擊，並和其小隊成員會合。當晚，Noble Six亦在充滿摩天大樓的新亞歷山大城，成功駕駛獵鷹號把星盟設置的三個通訊干擾器清除。但是NOBLE小隊回到ONI大樓後，星盟發動強力核爆攻擊，Noble Two受到狙擊手襲擊，當場陣亡。
一直到8月29日，Noble小隊奉命回到「刺刀基地」剷除所有機密資料。過程中，被一不明AI引導至於地底之Babd Catha先行者建築物，並發現此AI正是於Halsey協助下，研究先行者資料的可塔娜(根據Halsey日記本，此Cortana為其本體的「分身」)。當所有資料研究完成並儲存後，Halsey委托Noble Six作為可塔娜之護送者，並將她送到秋風之墩號。Noble小隊乘搭鵜鶘號前往秋風之墩號，而Jun則依指示護送博士離開。
一日後，由於Carter(Noble 1)受到襲擊而身受重傷，Noble小隊之鵜鵠號亦受損，Noble Six和Emile被迫緊急脫離，轉以陸路前往Aszod廢棄船塢。過程中，Carter為保護兩人不被聖甲蟲號襲擊而以鵜鶘號撞向聖甲蟲號同歸於盡。最後，二人成功將可塔娜送到Keyes艦長手上，但一艘星盟CCS級巡洋艦突然出現，並派運兵船將精英戰士送到Emile操縱的MAC炮，以將其摧毀，Emile英勇戰死，而Noble Six則自願留下並操縱未受破壞的Mass Driver炮掩護Keyes艦長。最後，成功將星盟戰艦消滅，秋風之墩號亦脫離瑞曲星並前往04特區，亦即第一個光環。
2552年8月30日下午8時，Noble Six為Aszod船塢僅存的生還者，而該處的部隊亦將兵力集中在清除該名第三代超級戰士，Noble Six雖然殺死相當多的敵人，但仍不敵數名精英戰士的攻擊身亡。
一直到2589年7月7日，Noble Six在37年前摘下的頭盔仍留在同一位置，而瑞曲星亦被重建。

## 角色介紹
Noble 小隊
- Carter-A259 (Noble One)：Noble小隊的隊長，官階中校。往秋風之墩號撤退時，為了替主角開路，駕駛鵜鶘號自願撞向聖甲蟲號而死亡。
- Catherine-B320 (Noble Two)：Noble小隊的副隊長，官階少校，精於情報工作及所有機械工程。右腕在2552年4月的戰鬥中被炸斷而換上機械義肢。於New Alexandria城市撤退時被星盟狙擊手以刺針步槍擊中頭部死亡。
- Jun-A266 (Noble Three)：Noble小隊的狙擊手，官階准尉。故事後期被指派護送Halsey博士城堡基地後沒有再出現，而根據傳奇版獨有的資料，他仍然生還。
- Emile-A239 (Noble Four)：好戰的小隊近戰突擊專家，官階准尉。故事最後在Aszod廢棄船塢操縱MAC砲時被精英以能量劍刺殺並刺向其精英而同歸於盡。
- Jorge-052 (Noble Five)：重型武器專家，官階准尉，小隊中唯一的第二代超級戰士。於上鉤拳行動中，因躍遷空間傳動(裝置)炸彈計時器損毀，自願留下以確保炸彈能順利引爆，而留在星盟輕型艦上，與星盟超級航空母艦同歸於盡。
- SPARTAN-B312 (Noble Six)：玩家控制的角色，官階中尉，在瑞曲星被星盟入侵的前夕加入小隊。遊戲中可以隨玩家意願更改他/她的裝備和性別，而Bungie大多的宣傳中，Noble Six都是以標準裝備出現。秋風之墩號即將離開時，因Emile被殺而選擇留下操縱MAC砲掩護秋風之墩號，秋風之墩號最後順利離開，而瑞曲星也宣佈完全淪陷，被多名精英攻擊而死。最後仍沒表露出Noble six的樣貌，也沒顯示他被殺死，但事實已定，也呼應了Carter的句子「斯巴達永遠不死，只是在戰鬥中失蹤/沉寂。」

其他角色
- Holland上校：Holland上校為Noble小隊的總指揮官，生死未卜。
- A.I. Auntie Dot：為Noble小隊之人工智慧。
- Halsey博士：第二代超級戰士計劃之創辦人，可算是該世紀最聰明之女性。於本遊戲中為主要角色，她亦首次於遊戲中現身。
- 可塔娜（英语：Cortana (Halo)）：第3代人工智慧，以Halsey的復製人的腦部創造出來，所以無論外貌、聲線、性格，都和博士相當接近，於人類和星盟的戰爭中和士官長John-117、神風烈士Thel 'Vadam均為舉足輕重的角色。
- Keyes艦長：秋風之墩號的艦長，為海軍中最出色的戰術家之一，於04特區一役中被蟲族感染身亡。

值得一提的是，一個疑似為士官長John-117(「疑似」是因為有另一名昏迷的戰士Linda-058也在戰艦上，而Bungie仍未確認其為士官長)的超級戰士出現在結尾動畫中，玩家能夠在運兵船進入秋風之墩號的時候把右搖桿向右就能看到(但玩家要以傳奇難度過關)。

## 發售版本
《最後一戰：瑞曲之戰》發售三個不同版本，分別是普通版、限量版及傳奇版。
三個版本的預購特典均為相當有名，並曾一度為Bungie員工專用的超級戰士"Recon"頭盔。
限量版及傳奇版均附有Halsey日記本和獨特的裝備，傳奇版亦附送一座由麥法蘭玩具公司以人手制作的Noble小隊擺設。

2019年12月，微軟和343 Industries共同宣佈《最後一戰：瑞曲之戰》將會作為《光環：士官長合集》的一部分在Xbox One和Windows系統以DLC形式進行發售。

## 外部連結
- （英文）Bungie.net上的Halo: Reach官方網站 （页面存档备份，存于）
- （英文）Xbox.com上的Halo: Reach （页面存档备份，存于）
- （英文）最後一戰維基上的Halo: Reach （页面存档备份，存于）